# 베타코로나바이러스
베타코로나바이러스(영어: Betacoronaviruses)는 코로나바이러스아과의 네 속(屬)의 코로나바이러스 중 하나이다. 이들은 바이러스막으로 싸여 있는 양성-센스의 외가닥 RNA 바이러스으로, 인수공통감염증에 기원한다. 이 코로나바이러스속들은 각각 제각각의 바이러스 계통으로 구성되어 있다.

## 같이 보기
- 사스
- 메르스
- 코로나19